# Solemar
Solemar é um distrito do município brasileiro de Praia Grande, que integra a Região Metropolitana da Baixada Santista, no litoral do estado de São Paulo. 

## História

### Origem
Solemar é considerado o berço da civilização da cidade de Praia Grande, pois partiu do distrito o primeiro movimento de emancipação do município.
Júlio Secco de Carvalho, homem empreendedor e de larga visão comercial, adquiriu grandes áreas de terras em Solemar com a finalidade de fornecer lenha de suas matas para a Estrada de Ferro Sorocabana, trabalho ao qual se dedicou durante vários anos.
Com o fim das reservas de madeira, Júlio Secco de Carvalho loteou a área, transformando-a numa vila próspera e atuante. Primeiro cuidou de encaminhar a construção da moderna estação ferroviária, inaugurada pela Sorocabana em 20/12/1944.
Depois tratou de interessar os políticos da época em torno do local: a uns forneceu terrenos gratuitamente, a outros vendeu lotes a preço módico, tudo com a finalidade de conseguir mais melhoramentos.
Júlio Secco de Carvalho, pioneiro de Solemar, abriu ruas, construiu a igreja, lutou para transformar Solemar em distrito, conseguindo a instalação do cartório, e foi, ao lado de Nestor Ferreira da Rocha, os primeiros homens em Praia Grande a falar de emancipação.

### Formação administrativa
- Distrito criado pela Lei n° 233 de 24/12/1948, com o povoado do mesmo nome mais terras do distrito sede de São Vicente.[5][6].
- Pela Lei n° 5.285 de 18/02/1959 perdeu terras para o 2° subdistrito de São Vicente (Boqueirão, atual Praia Grande)[7].
- Pela Lei n° 8.092 de 28/02/1964 o distrito é transferido para o recém criado município de Praia Grande[8].

### Pedido de emancipação
O distrito tentou emancipar-se e ser transformado em município no ano de 1953, antes mesmo da criação do município de Praia Grande, mas não obteve exito.
Foi o berço do movimento pró-emancipação de Praia Grande, quando os moradores viam o descaso por parte de São Vicente (município ao qual Solemar pertencia à época), mesmo sendo a região que mais arrecadava tributos.

## Geografia

### Área urbana
A sede do distrito possui um total de 67 201 domicílios (IBGE 2022).

### Demografia

#### População urbana
| Crescimento população urbana | Crescimento população urbana | Crescimento população urbana | Crescimento população urbana |
| Censo                        | Pop.                         |                              | %±                           |
| ---------------------------- | ---------------------------- | ---------------------------- | ---------------------------- |
| 1950                         | 68                           |                              | —                            |
| 1960                         | 2 867                        |                              | 4 116,2%                     |
| 1970                         | 3 547                        |                              | 23,7%                        |
| 1980                         | 11 973                       |                              | 237,6%                       |
| 1991                         | 26 339                       |                              | 120,0%                       |
| 2000                         | 46 711                       |                              | 77,3%                        |
| 2010                         | 61 326                       |                              | 31,3%                        |
| 2022                         | 92 246                       |                              | 50,4%                        |
| Fonte: IBGE e Fundação SEADE |                              |                              |                              |

#### População total
Pelo Censo 2022 (IBGE) a população total do distrito era de 92 545 habitantes. Anteriormente, pelo Censo 2010 (IBGE), a população total do distrito era de 61 326 habitantes.

### Área territorial
A área territorial do distrito é de 99,042 km² (IBGE 2022).

### Clima
| Dados climatológicos para Solemar | Dados climatológicos para Solemar | Dados climatológicos para Solemar | Dados climatológicos para Solemar | Dados climatológicos para Solemar | Dados climatológicos para Solemar | Dados climatológicos para Solemar | Dados climatológicos para Solemar | Dados climatológicos para Solemar | Dados climatológicos para Solemar | Dados climatológicos para Solemar | Dados climatológicos para Solemar | Dados climatológicos para Solemar | Dados climatológicos para Solemar |
| Mês                               | Jan                               | Fev                               | Mar                               | Abr                               | Mai                               | Jun                               | Jul                               | Ago                               | Set                               | Out                               | Nov                               | Dez                               | Ano                               |
| --------------------------------- | --------------------------------- | --------------------------------- | --------------------------------- | --------------------------------- | --------------------------------- | --------------------------------- | --------------------------------- | --------------------------------- | --------------------------------- | --------------------------------- | --------------------------------- | --------------------------------- | --------------------------------- |
| Temperatura máxima média (°C)     | 29,1                              | 29,6                              | 29,1                              | 27,3                              | 25,4                              | 24                                | 23,1                              | 23,3                              | 24,2                              | 25,4                              | 26,8                              | 28,3                              | 26,3                              |
| Temperatura média (°C)            | 25,7                              | 25,9                              | 25,2                              | 23,3                              | 21,1                              | 19,7                              | 19                                | 19,8                              | 20,7                              | 22                                | 23,3                              | 24,6                              | 22,5                              |
| Temperatura mínima média (°C)     | 22,4                              | 22,3                              | 21,4                              | 19,3                              | 16,9                              | 15,5                              | 15                                | 16,4                              | 17,3                              | 18,6                              | 19,8                              | 20,9                              | 18,8                              |
| Precipitação (mm)                 | 372                               | 297                               | 336                               | 248                               | 145                               | 106                               | 109                               | 75                                | 147                               | 235                               | 219                               | 313                               | 2 602                             |
| Fonte: Climate-Data.org           |                                   |                                   |                                   |                                   |                                   |                                   |                                   |                                   |                                   |                                   |                                   |                                   |                                   |

### Rodovias
O principal acesso à Solemar é a Rodovia Padre Manuel da Nóbrega (SP-55).

### Ferrovias
Linha Santos-Juquiá (Sorocabana), estando a ferrovia atualmente desativada sob concessão da Rumo Malha Paulista.

## Serviços públicos

### Registro civil
Atualmente é feito no próprio distrito, pois o Cartório de Registro Civil das Pessoas Naturais do distrito ainda continua ativo.

### Saneamento
O serviço de abastecimento de água é feito pela Companhia de Saneamento Básico do Estado de São Paulo (SABESP).

### Energia
A responsável pelo abastecimento de energia elétrica é a Neoenergia Elektro, antiga CESP.

### Telecomunicações
O sistema de telefones automáticos foi inaugurado no distrito em 1979 pela Telecomunicações de São Paulo (TELESP), que também implantou o sistema de discagem direta à distância (DDD) em 1979 com o código de área (0132). Anteriormente o distrito era atendido pela Cia. Telefônica do Litoral Paulista.
Na década de 90 o código DDD do distrito foi alterado para (013), para padronização do sistema telefônico com a telefonia celular que estava sendo implantada em todo o estado.

## Atrações turísticas

### Praias

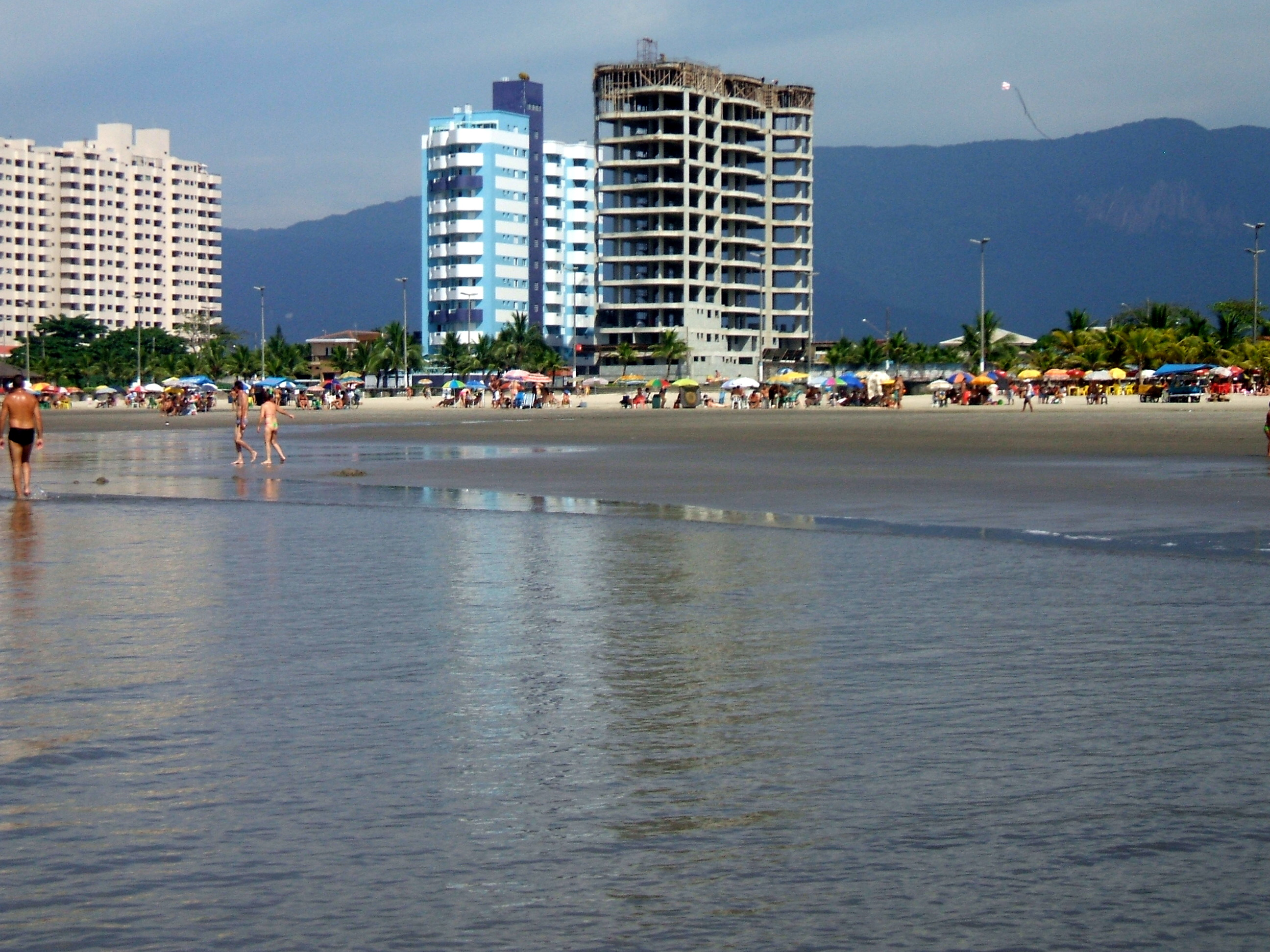
Balneário Maracanã.

A costa do distrito de Solemar é formada por cinco praias: Balneário Maracanã, Vila Caiçara, Jardim Real, Balneário Florida e Solemar. Suas praias recebem um fluxo de turistas tão grande quanto as do distrito sede, sendo que a região cresceu muito e desenvolveu um forte centro comercial no Caiçara.
| Praia             | Extensão | Início                   | Fim                          |
| ----------------- | -------- | ------------------------ | ---------------------------- |
| Maracanã          | 1,8 km   | Rua Manoel F. Oliveira   | Rua Santa Rita de Cássia     |
| Caiçara           | 3,25 km  | Rua Santa Rita de Cássia | Rua Visconde de Cairu        |
| Real              | 2,76 km  | Rua Visconde de Cairu    | Rua dos Alecrins             |
| Balneário Flórida | 2,28 km  | Rua dos Alecrins         | Rua Benedito Lacerda         |
| Solemar           | 2,5 km   | Rua Benedito Lacerda     | Divisa Praia Grande/Mongaguá |

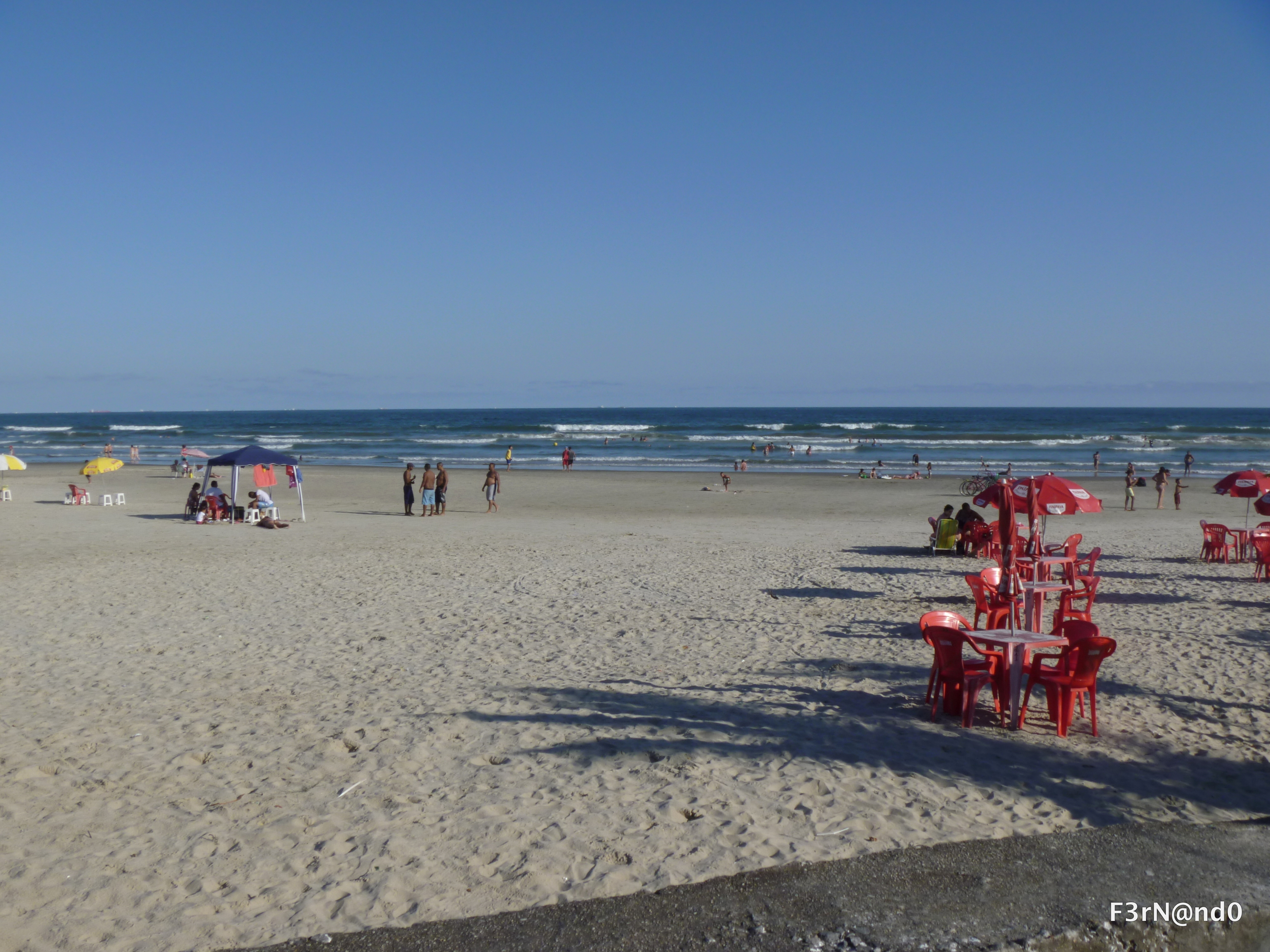
Maracanã
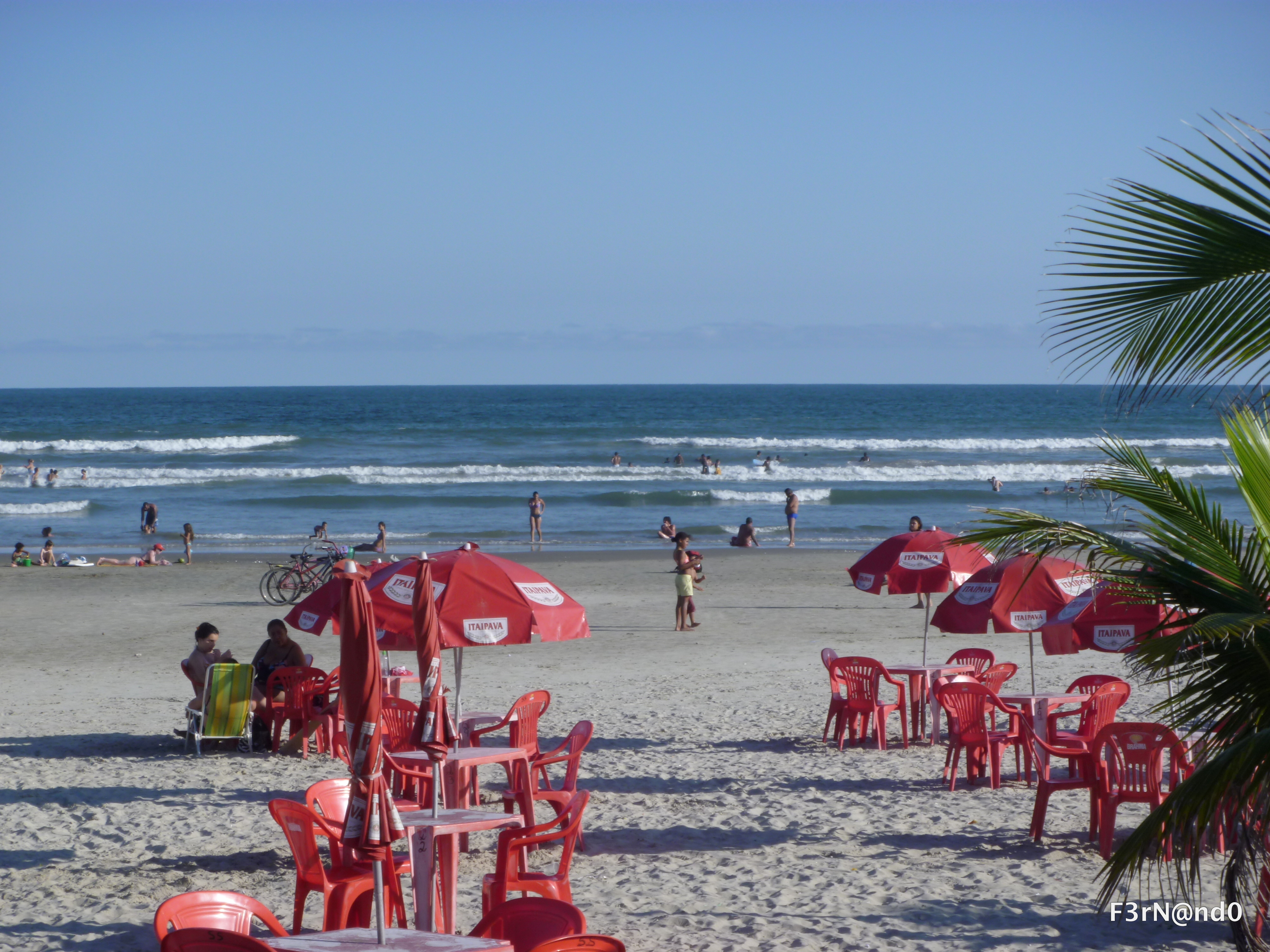
Maracanã
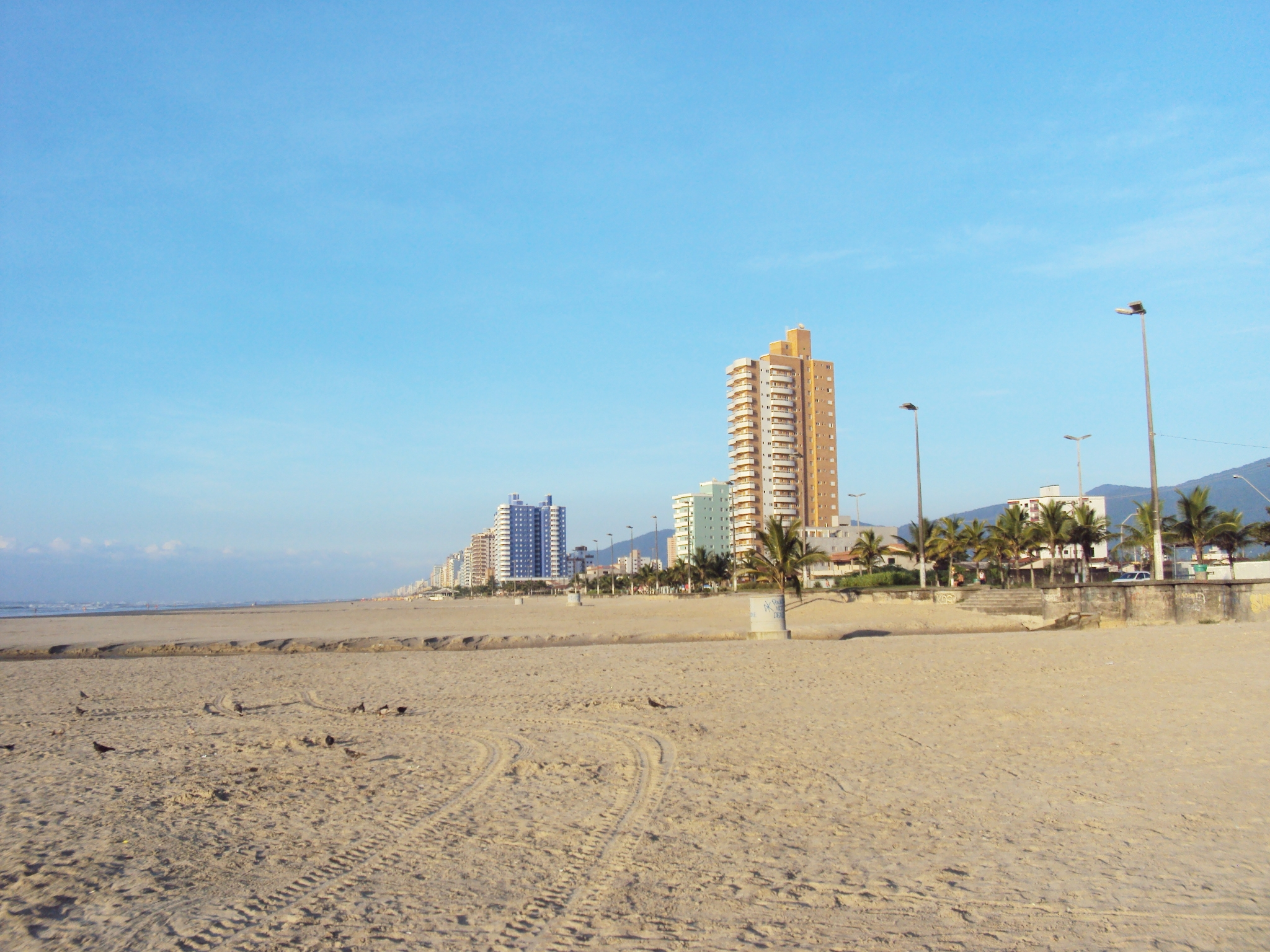
Caiçara
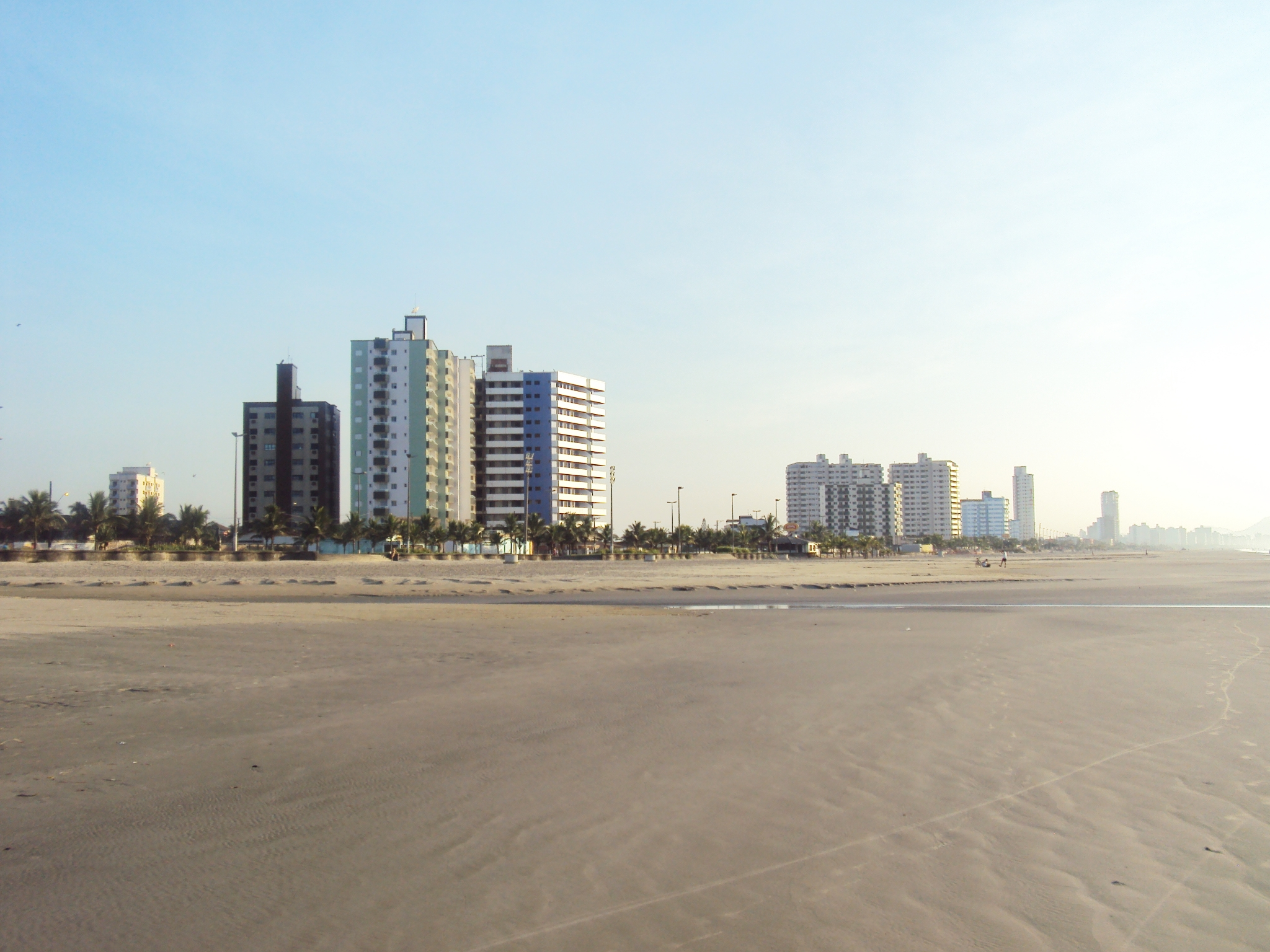
Caiçara
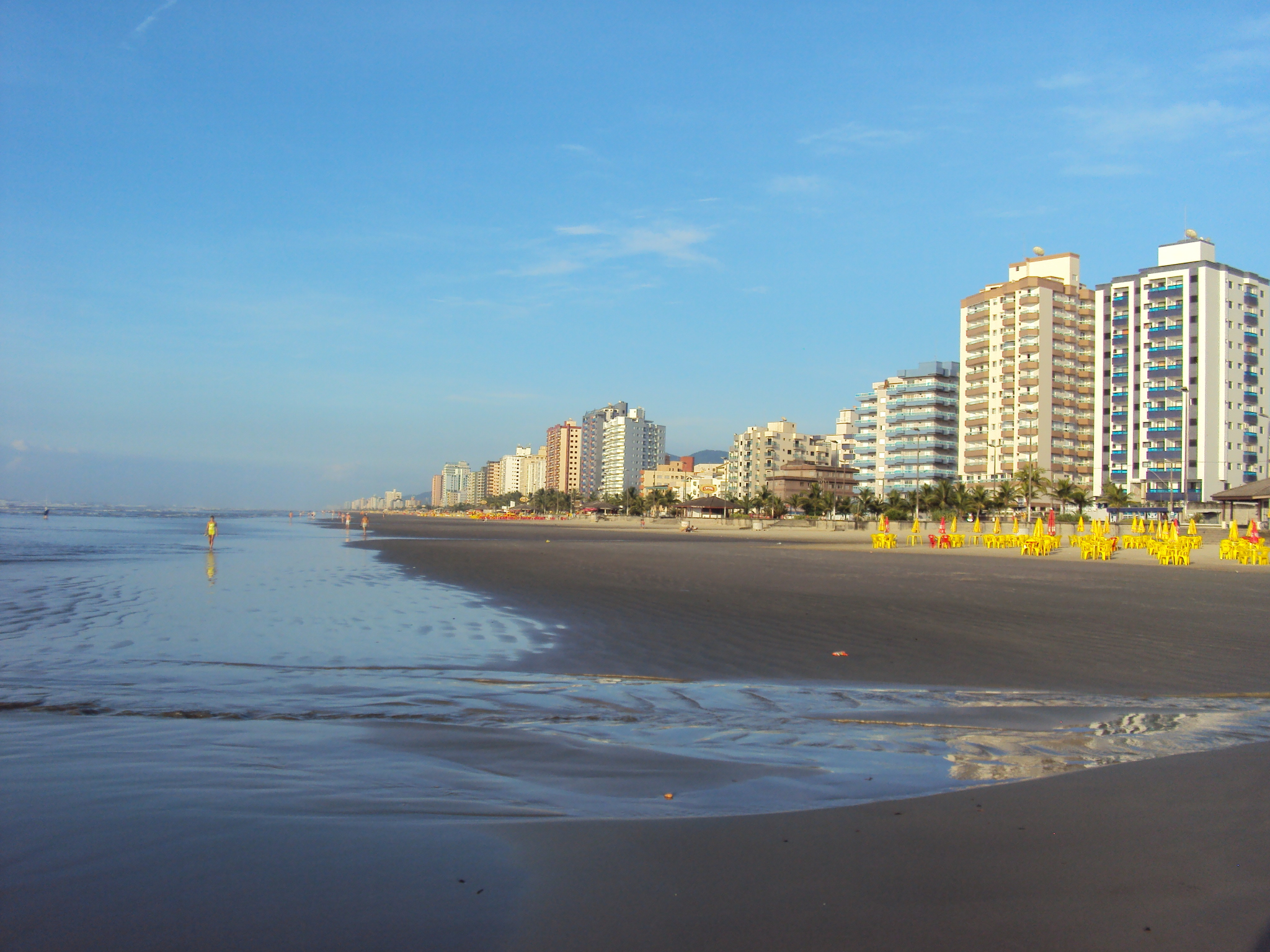
Caiçara
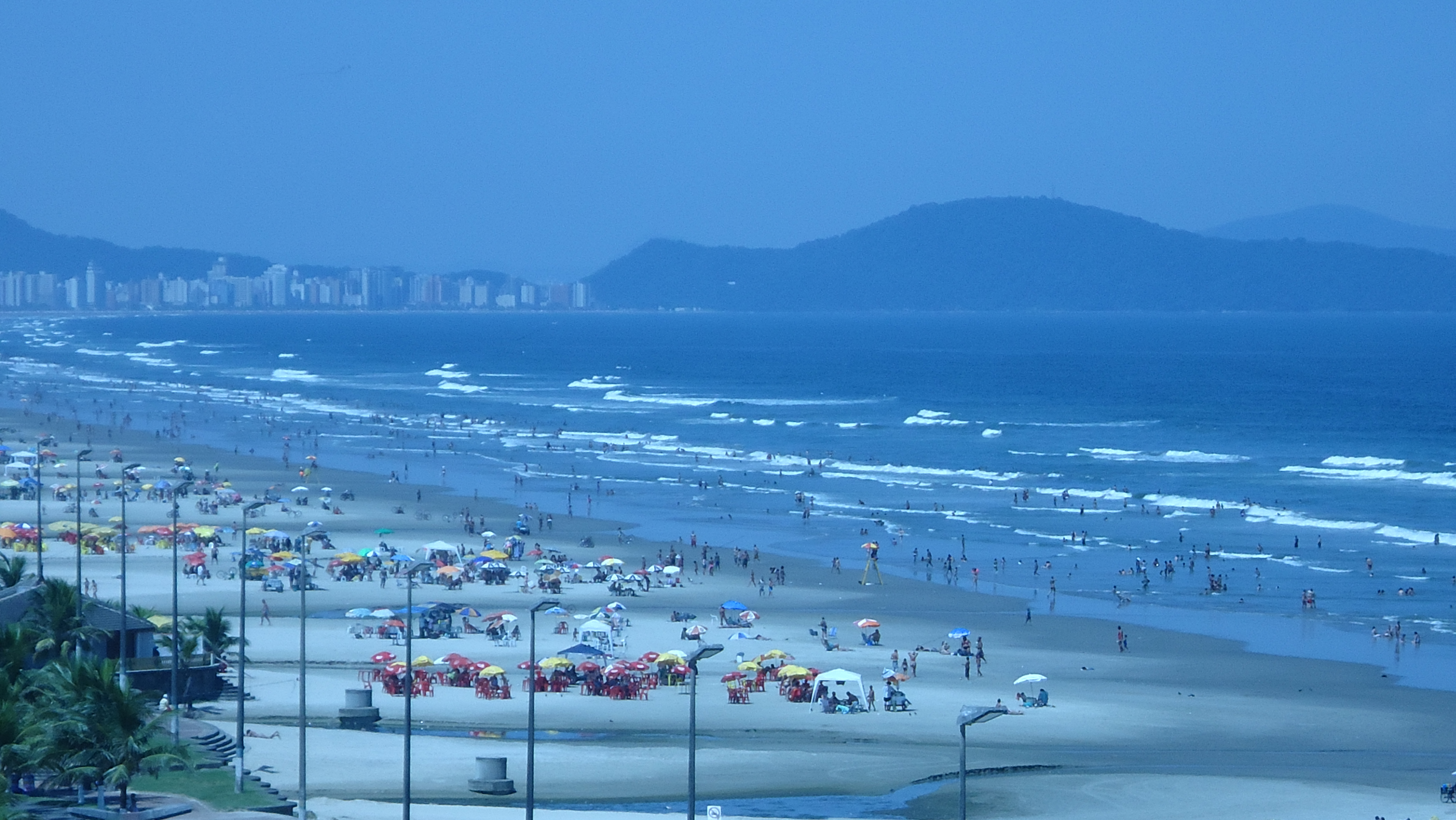
Caiçara
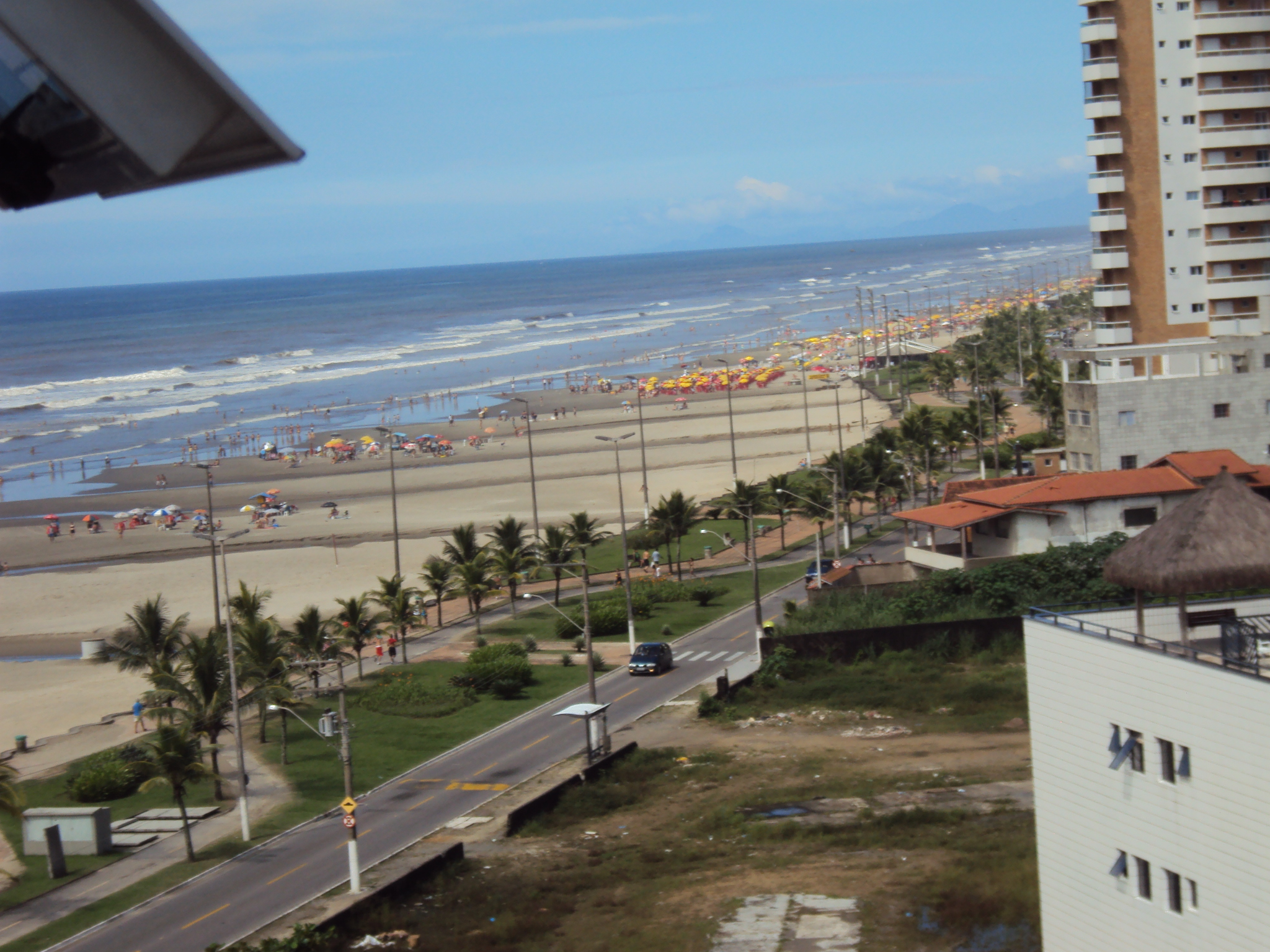
Caiçara
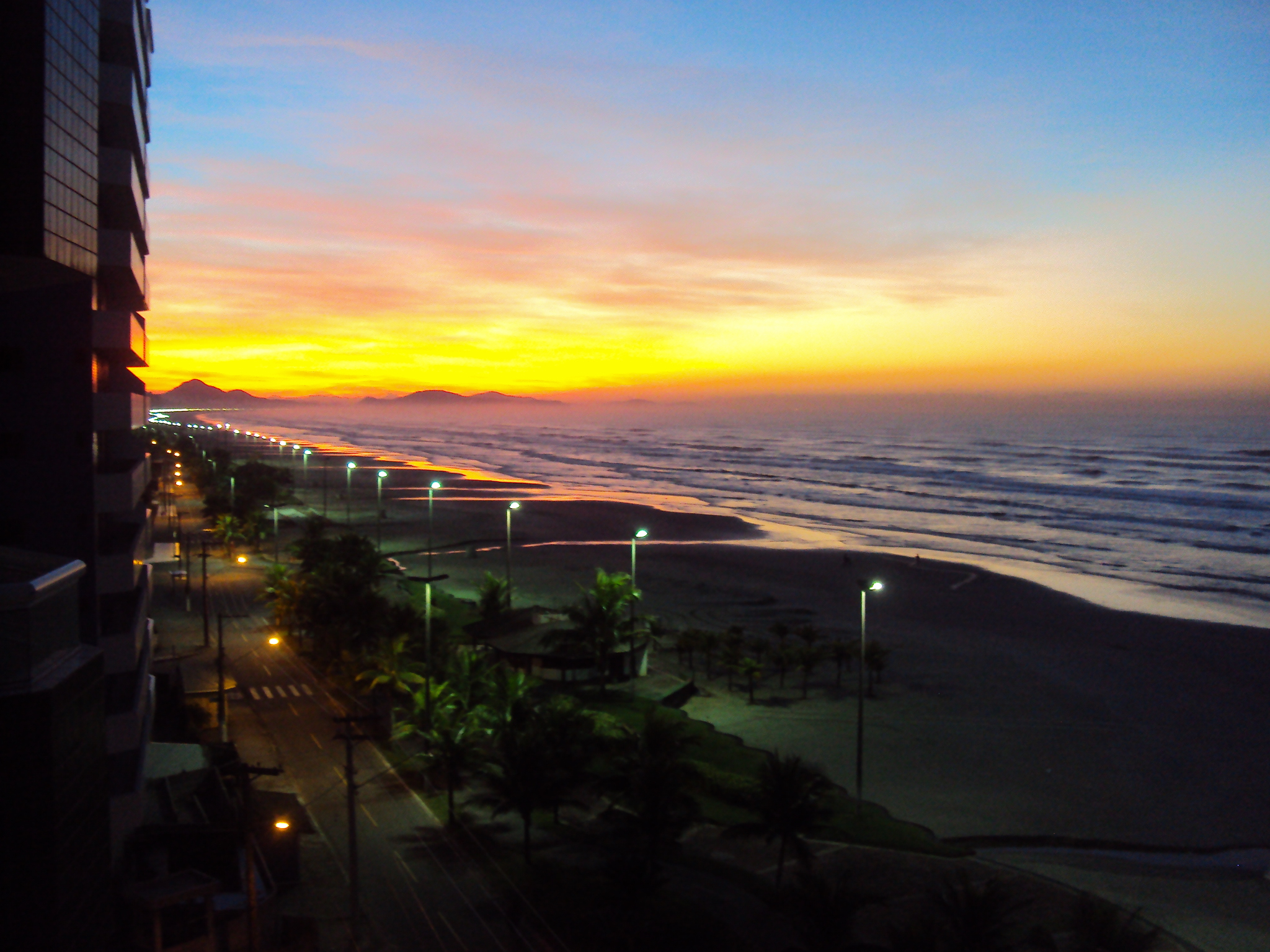
Caiçara
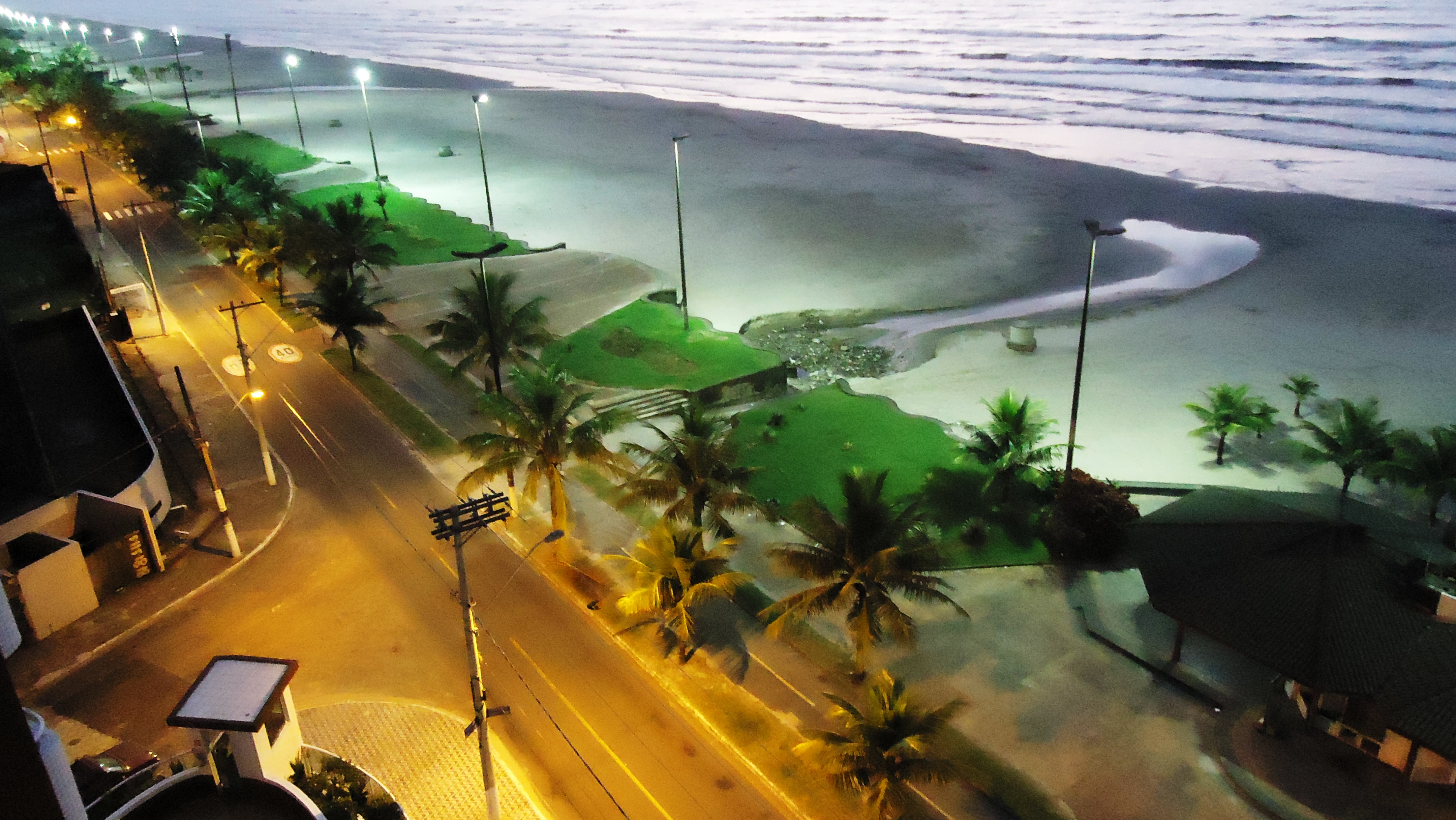
Caiçara
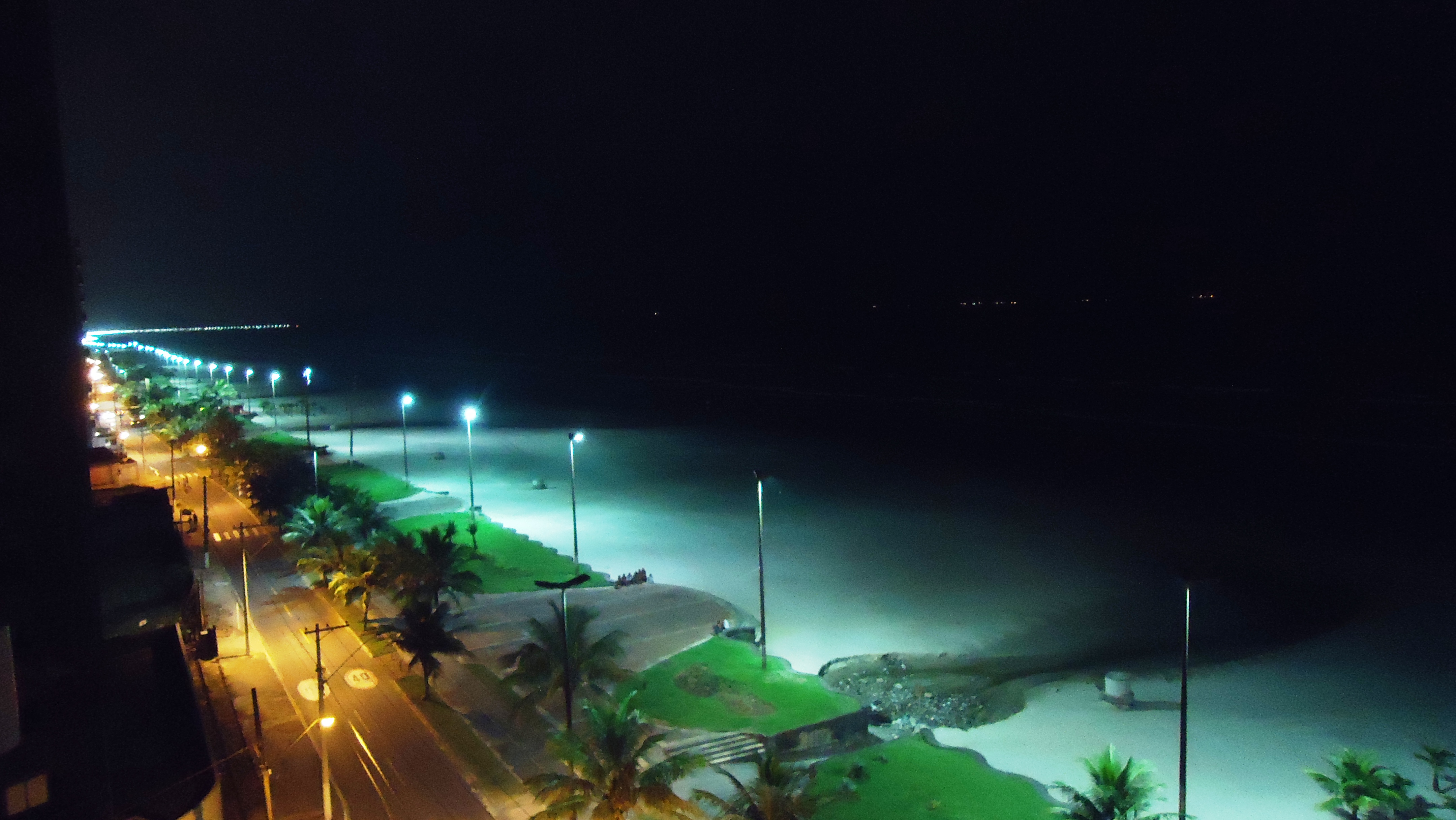
Caiçara

## Religião
O Cristianismo se faz presente no distrito da seguinte forma:

### Igreja Católica
- A igreja faz parte da Diocese de Santos[28].

### Igrejas Evangélicas
- Assembleia de Deus - O distrito possui congregação da Assembleia de Deus Ministério do Belém[29].
- Congregação Cristã no Brasil[30].